# グランドトラバース郡 (ミシガン州)
グランドトラバース郡（英: Grand Traverse County）は、アメリカ合衆国ミシガン州ロウアー半島の北西部に位置する郡である。人口は9万5238人（2020年）。郡庁所在地はトラバースシティであり、同郡で人口最大の都市である。
グランドトラバース郡は、ベンジー郡、カルカスカ郡、リーラノー郡と共にトラバースシティ都市圏を構成している。

## 歴史
グランドトラバース郡は1840年に設立され、当初はオミーナ郡と名付けられていた。1851年4月7日に州議会の法によって組織化された。郡内で最初の恒久的開拓地はオールドミッションと呼ばれている伝道所だった。

## 地理
アメリカ合衆国国勢調査局に拠れば、郡域全面積は601.13平方マイル (1,556.9 km2)であり、このうち陸地465.07平方マイル (1,204.5 km2)、水域は136.06平方マイル (352.4 km2)で水域率は22.63%である。

### 交通

#### 主要高規格道路
- アメリカ国道31号線
- アメリカ国道131号線
- ミシガン州道22号線
- ミシガン州道37号線
- ミシガン州道72号線
- ミシガン州道113号線
- ミシガン州道137号線
- ミシガン州道186号線

#### 空港
- トラバースシティ市の近くにチェリー・キャピタル空港がある。

### 隣接する郡
- アントリム郡 - 北東
- カルカスカ郡 - 東
- ミソーキー郡 - 南東
- ウェックスフォード郡 - 南
- ベンジー郡 - 西
- リーラノー郡 - 北西
- マニスティー郡 - 南西

## 人口動態
以下は2000年の国勢調査による人口統計データである。
| 基礎データ - 人口: 77,654人 - 世帯数: 30,396 世帯 - 家族数: 20,730 家族 - 人口密度: 64人/km2（167人/mi2） - 住居数: 34,842軒 - 住居密度: 29軒/km2（75軒/mi2） 人種別人口構成 - 白人: 96.51% - アフリカン・アメリカン: 0.40% - ネイティブ・アメリカン: 0.93% - アジア人: 0.49% - 太平洋諸島系: 0.03% - その他の人種: 0.54% - 混血: 1.09% - ヒスパニック・ラテン系: 1.49% 先祖による構成 - ドイツ系：25.1% - イギリス系：11.3% - アイルランド系：10.7% - アメリカ人：8.4% - ポーランド系：7.4% 言語による構成 - 英語：96.4% - スペイン語：1.6% | 年齢別人口構成 - 18歳未満: 25.4% - 18-24歳: 7.9% - 25-44歳: 29.7% - 45-64歳: 24.0% - 65歳以上: 13.1% - 年齢の中央値: 38歳 - 性比（女性100人あたり男性の人口） - 総人口: 95.2 - 18歳以上: 92.1 世帯と家族（対世帯数） - 18歳未満の子供がいる: 32.8% - 結婚・同居している夫婦: 55.7% - 未婚・離婚・死別女性が世帯主: 9.2% - 非家族世帯: 31.8% - 単身世帯: 25.0% - 65歳以上の老人1人暮らし: 9.0% - 平均構成人数 - 世帯: 2.49人 - 家族: 2.99人 収入と家計 - 収入の中央値 - 世帯: 43,169米ドル - 家族: 51,211米ドル - 性別 - 男性: 34,796米ドル - 女性: 24,139米ドル - 人口1人あたり収入: 22,111米ドル - 貧困線以下 - 対人口: 5.9% - 対家族数: 3.8% - 18歳未満: 5.3% - 65歳以上: 5.9% |

## 郡政府
郡政府は郡監獄の運営、地方道の維持、地方裁判所の運営、権利譲渡と抵当権設定記録など重要記録の維持、公衆衛生規制の管理、福祉など社会サービスの項目で州の施策への参加を行う。郡政委員会は予算を管理するが、法や条例を作るのは限定付き権限である。ミシガン州では、警察と消防、建設と区画割、税評価、街路維持など地方政府の大半機能は個々の都市と郡区の責任である。

## 政治
グランドトラバース郡は特に全国レベルで共和党を圧倒的に支持している。
2008年アメリカ合衆国大統領選挙では、共和党のジョン・マケインが24,716票、50.60%を獲得し、民主党のバラク・オバマは23,258票、47.62%だった。ただしオバマはミシガン州で10%以上の差を付けて勝利した。このときマケインが付けた票差は共和党の候補者としては通常より小さなものだった。
2004年の選挙ではジョージ・W・ブッシュが27,446票、59.42%を獲得し、民主党のジョン・ケリーは18,256票、39.52%だった。2000年もブッシュが22,358票、58.48%、アル・ゴアは14,371票、37.59%だった。

## 郡区
グランドトラバース郡は下記13の郡区に分割されている。
| - アクミー - ブレア - イーストベイ | - ファイフレイク - ガーフィールド - グラント | - グリーンレイク - インターロシェン芸術センターのあるインターロシェン町がある | - ロングレイク - メイフィールド - パラダイス | - ペニンシュラ - ユニオン - ホワイトウォーター |

## 都市と町
- トラバースシティ - 郡庁所在地

### 村
- ファイフレイク
- キングスレー

## 宗教
グランドトラバース郡はローマ・カトリック教会ゲイロード教区に属している

## 歴史銘板
郡内には11か所に公式の州指定歴史銘板がある
- シティオペラハウス
- 信徒礼拝所
- ファイフレイク・ユニオン地区第1校舎
- グランドトラバース湾
- グランドトラバース郡庁舎
- ヘスラー・ログハウス
- インターロシェン
- 婦人図書館協会
- ノボトニーの酒場[9]
- パークプレース・ホテル
- トラバースシティ地域精神病院